# Fermín Gutiérrez
José Fermín Gutiérrez Martín (Madrid, España, 14 de marzo de 1948) es un exfutbolista español que se desempeñaba como centrocampista.

## Clubes
| Club              | País   | Año       |
| ----------------- | ------ | --------- |
| U. D. Salamanca   | España | 1969-1970 |
| Real Madrid C. F. | España | 1970      |
| Cádiz C. F.       | España | 1971      |
| Córdoba C. F.     | España | 1971-1972 |
| Real Madrid C. F. | España | 1972-1973 |
| C. D. Castellón   | España | 1973-1975 |
| Rayo Vallecano    | España | 1975-1980 |